# Zahrada (starověký Egypt)

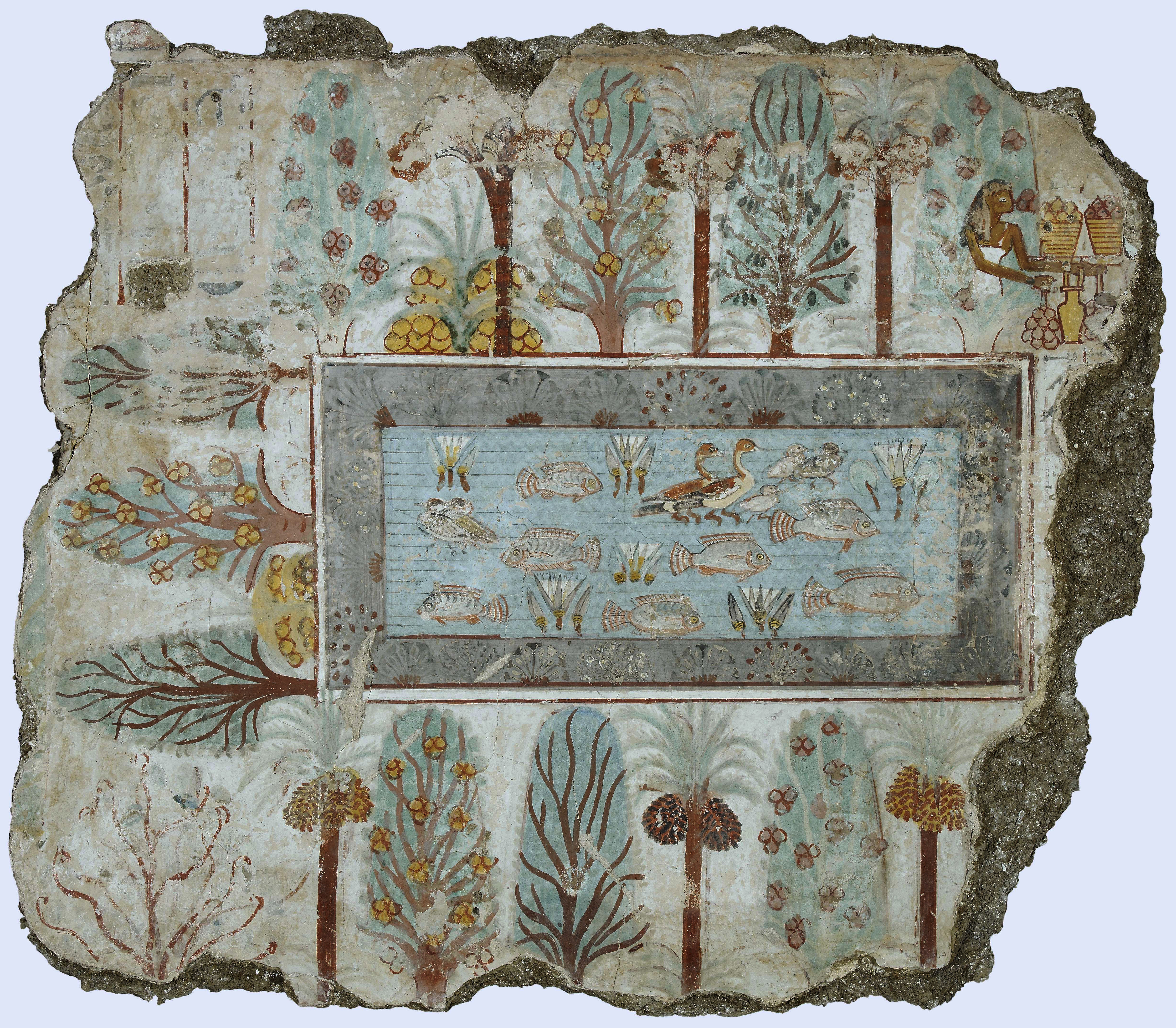
Nádrž v egyptské zahradě

Egyptská zahrada je poprvé zmiňována v době asi 4000 př. n. l. Vrcholu tento styl dosáhl v Egyptě v letech 1530–1350 př. n. l. Součástí zahrady býval zavlažovací systém, který ji rozděloval na pravidelné části. Toto rozdělení bylo základem pravidelných zahrad.  Cesty a živé ploty ze stálezelených dřevin ji dále členily na pravoúhlé obrazce. Uprostřed zahrady býval pravidelný bazén, který mohl být různé velikosti podle zámožnosti majitele. Bazény ve faraonových zahradách byly tak velké, že bylo možné se v nádrži projíždět na plachetnici. Součástí některých zahrad byly také vodotrysky. Nejobvyklejší součástí egyptských zahrad bylo stinné stromořadí, které je typické pro většinu egyptských zahrad. Zahrady byly obehnány vysokou zdí s jediným vchodem. Záměrné úpravy zahradní architektury v egyptské zahradě mají rysy, které si podržely úpravy sadovnické tvorby až do 21. století. Na zobrazeních egyptských zahrad je například zcela zjevná přesná symetrie výsadeb a úprav v částech a někdy i v celé kompozici ačkoliv jiné objekty (osoby) na zobrazení symetrické nejsou. Není popisováno zda byly egyptské zahrady vzhledově nebo dokonce úpravou rostlin symetrické, nicméně některé archeologické nálezy ukazují zbytky dokonale symetrické výsadby. Dochované zbytky staveb v zahradách, včetně nádrží a chrámů, jsou geometricky souměrné, symetrické stavby, stejně jako římské zahrady nebo barokní francouzské zahrady. 

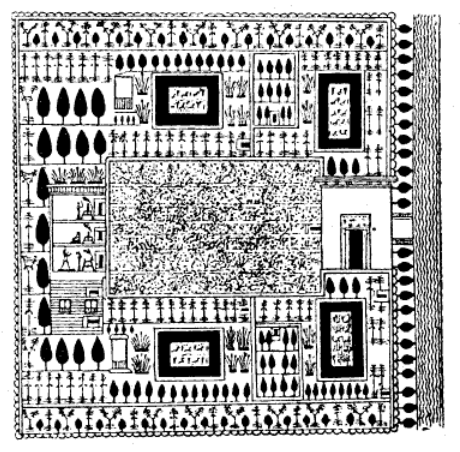
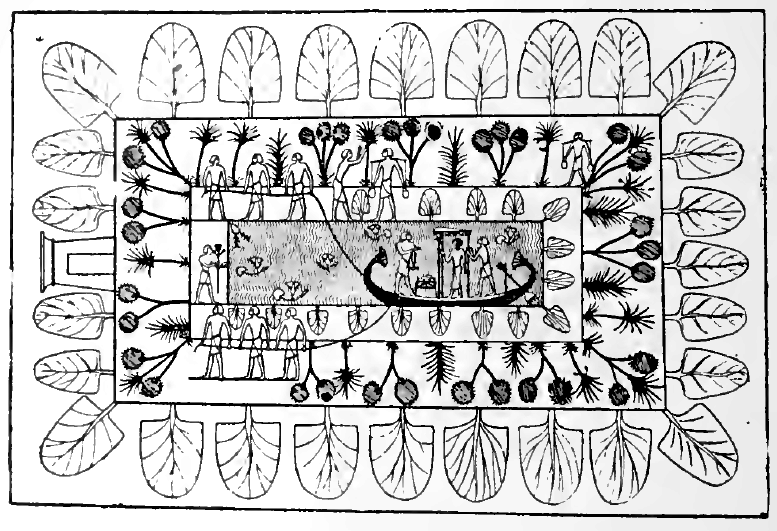
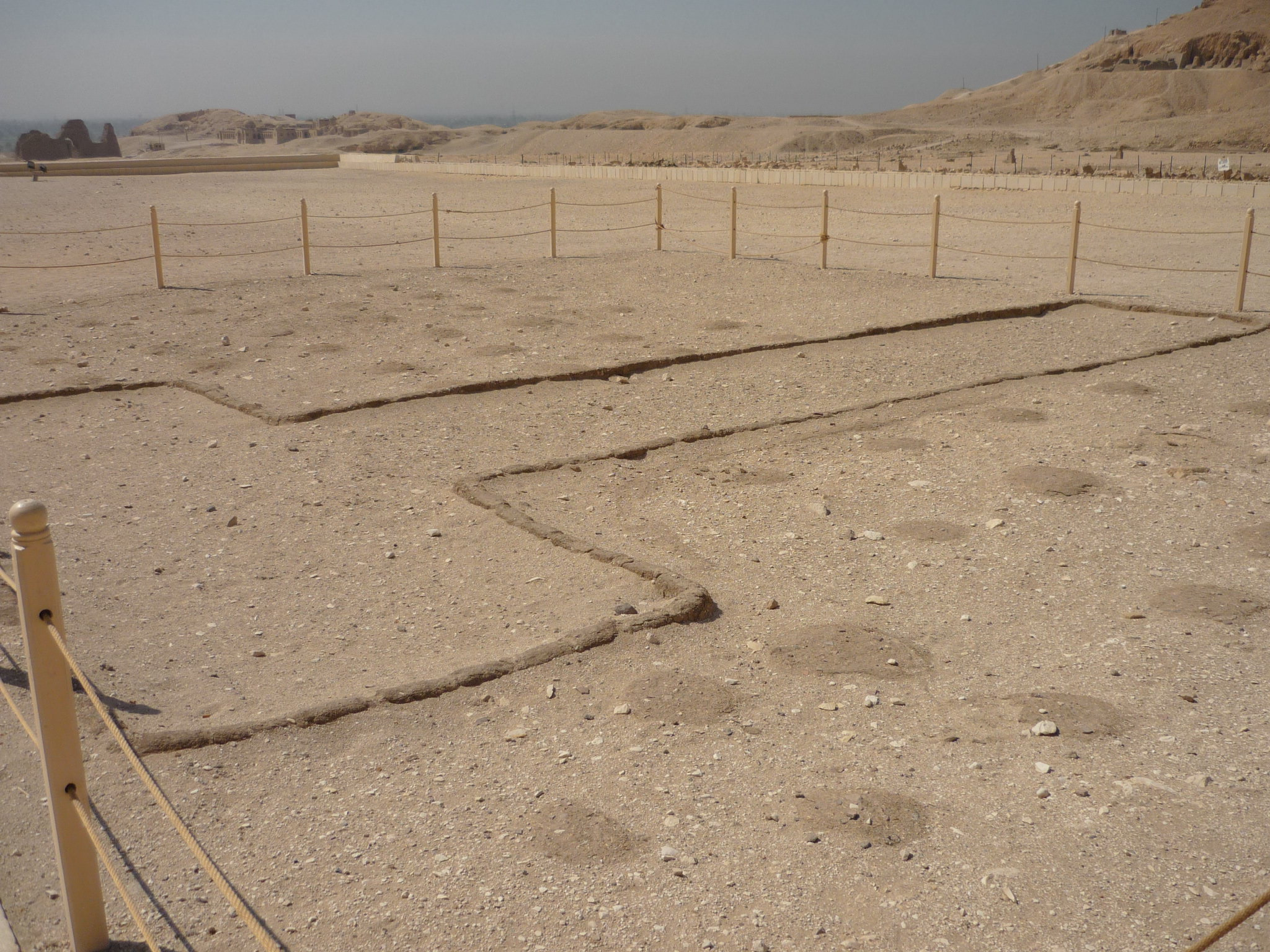
Zbytky výsadby starověké zahrady v Egyptě.
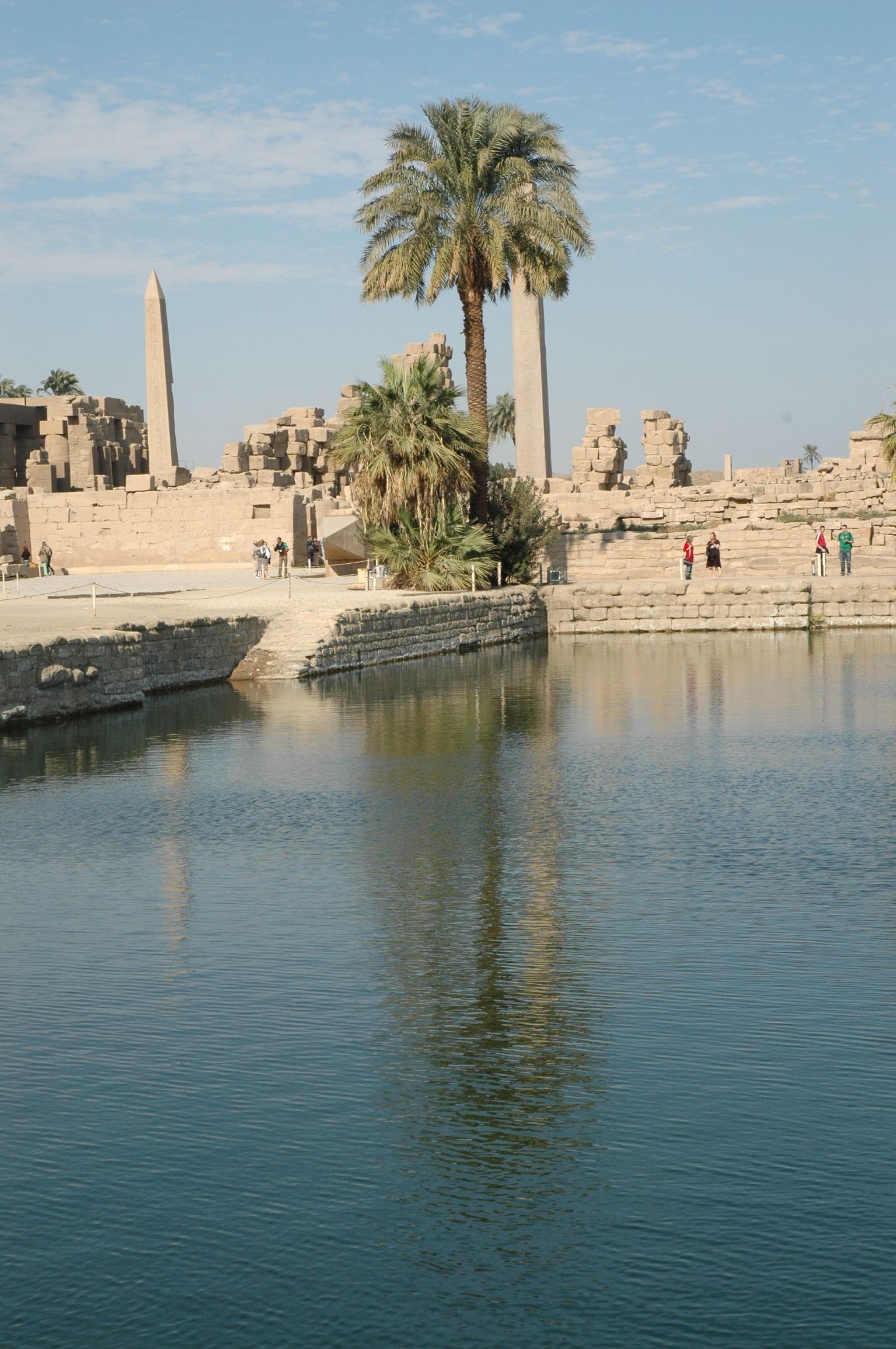

V zahradě mohla být i více než jedna nádrž a zahrada mohla být rozdělena do částí. V jednom případě měla zahrada v přední části obdélníkový rybník souběžně s řekou, kdežto druhá část ve střední oblasti byla obehnána zdmi a osázena stromy, mezi nimiž byly patrně i vzácné druhy. Zadní část měla největší plochu a také obdélníkový rybník, na jehož okraji rostly z jedné strany datlové palmy a z druhé strany platany. V blízkosti této zadní části byl malý otevřený pavilonek. Podél obou dlouhých stran celou zahradu lemovala cesta s alejí, v níž se střídaly různé druhy dřevin.

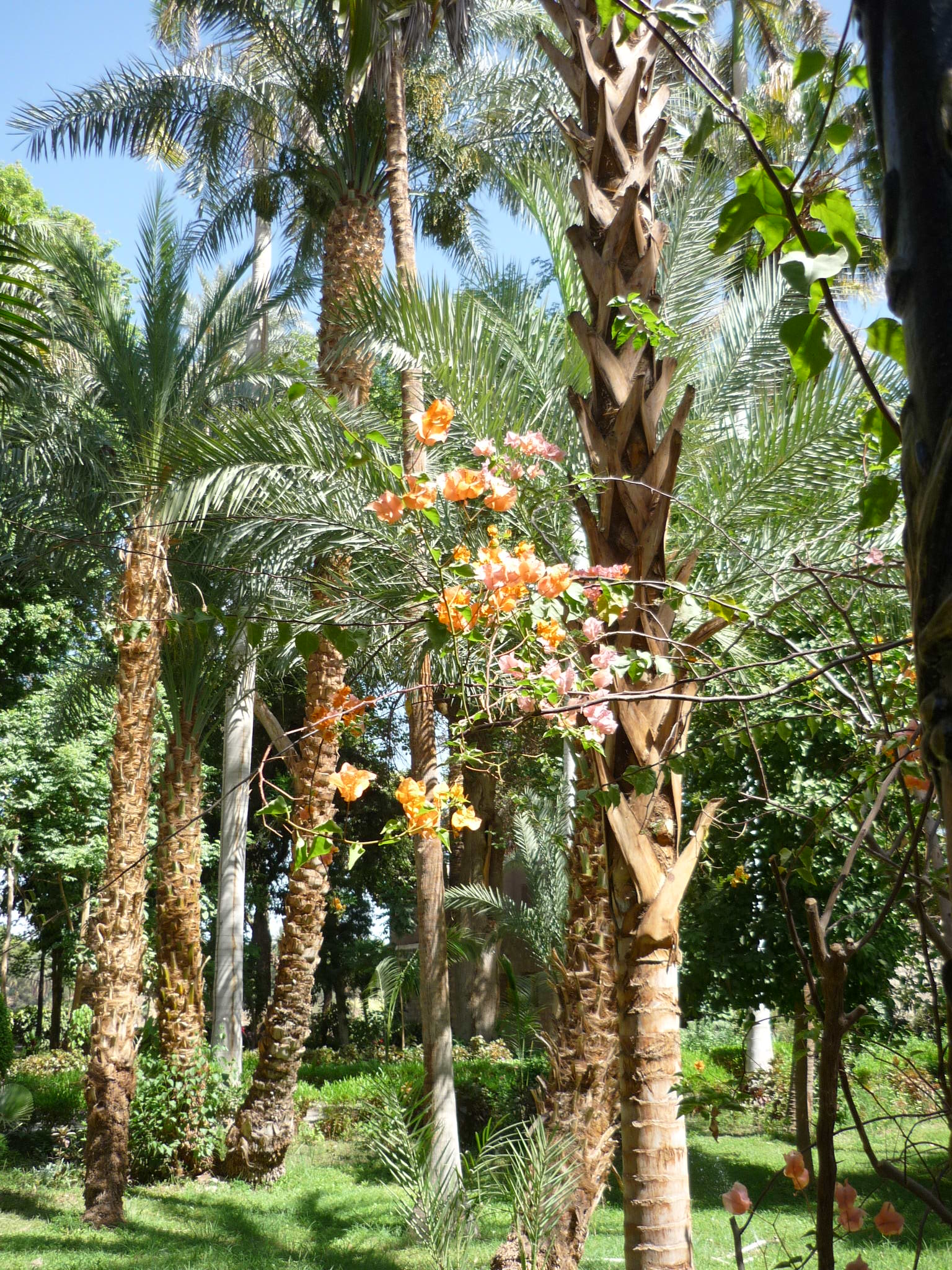
Pohled do egyptské zahrady (v dnešní době)

Zahrady v okolí chrámů poskytovaly květiny, zeleninu, víno a olivový olej, kterých bylo potřeba pro chrámové rituály. Modely zahrad se nalezly v mnoha egyptských hrobech. V mnoha pohřebních textech zesnulý hovoří o procházkách pod stromy ve své zahradě a o pitné vodě ve svém jezeře. Příbuzná královny Hatšepsut na stěnách jejího hrobu v chrámu v Dér el-Bahrí hovoří o splněném přání Amon-Re, svého otce, aby v myrhovém hájku pěstoval stromy "pro masti na Boží údy".

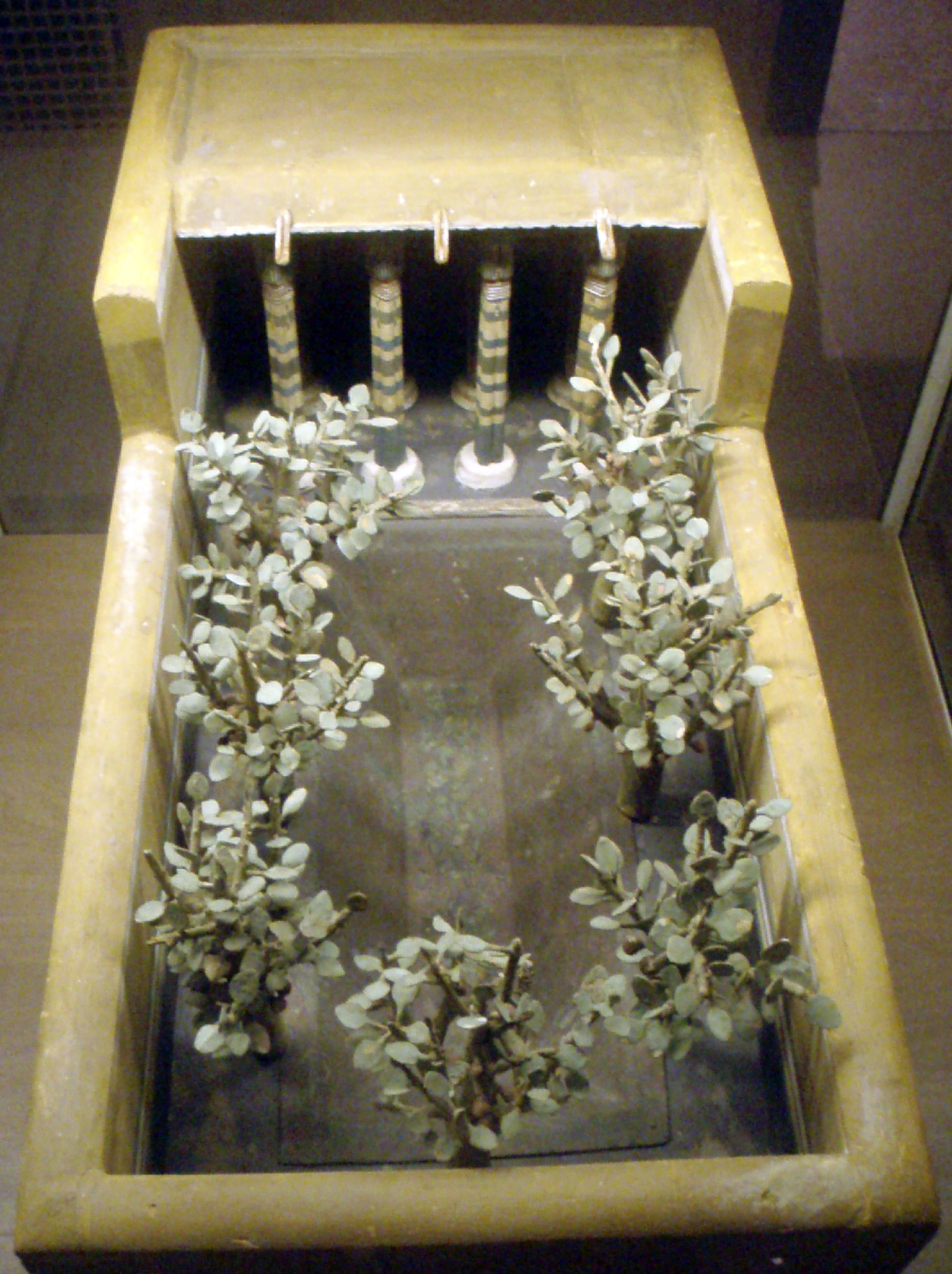
Model egyptské zahrady

Domy, paláce, chrámy a kaple v obrazech z hrobů mají téměř vždy zahradu. Velmi často se na malbách v hrobkách nachází celek, jehož vzhled je podrobně propracovaný, takže lze získat dost dobrý přehled o různých typech zahrad v období Nové říše a dají se dokonce podle takového obrazového svědectví i rekonstruovat. Skutečné nálezy zahrad jsou však velmi vzácné. To je částečně způsobeno, že dříve archeologům zřídka záleželo, aby ji našli, a tak zničili veškeré důkazy, které by mohly zůstat. Mimochodem, staří Egypťané sami zdevastovali syrské zahrady a vzali některé zahradníky do zajetí. Syrské stavby a zahrady také inspirovaly egyptské architekty.
Vily bohatých obyvatel egyptského města měly rozsáhlé zahrady, kde byla i kaple nebo pavilon. Zahrady obsahovaly skrytá místa pro milostná dobrodružství, což bylo typické pro většinu pozdějších zahrad. V severním paláci faraona Achnatona bylo možná místo rezervované pro zoologickou a botanickou zahradu.
Nejčastěji používané rostliny : stálezelené druhy dubů (např. Quercus canariensis), palmy, fíkovníky, akácie, platany, olivy, papyrus, lotosy, sedmikrásky, chrpa, mandragora, růže, kosatec, myrta, jasmín, rezeda, svlačec, celósie, narcis, břečťan, lychnis, majoránka, henna, vavřín, malé žluté chryzantémy, mák, papyrus, lotos a vinná réva. Pro nejnáročnější druhy Egypťané stavěli zděné jámy vyplněné zeminou. Egyptská zahrada a její architektonický styl ovlivnil další starověké národy, jako například Asyřany.